# Осінній вальс (мультфільм)
«Осінній вальс» (рос. Осенний вальс) — радянський ляльковий фільм 1989 року Творчого об'єднання художньої мультиплікації студії Київнаукфільм, режисер — Юрій Скирда.

## Сюжет
Веселий ведмідь намагався розвеселити сумного жабеня напередодні приходу зими. А коли з ведмедем трапилося лихо, жабеня не кинуло свого друга.

## Над фільмом працювали
- Автор сценарію: Світлана Куценко;
- Кінорежисер: Юрій Скирда;
- Художник-постановник: Оксана Карпус;
- Композитор: Олександр Осадчий;
- Кінооператор: Світлана Нові;
- Звукооператор: Ізраїль Мойжес;
- Мультиплікатори: Жан Таран, Елеонора Лисицька, Анатолій Трифонов, Костянтин Баранов;
- Ляльки та декорації виготовили: Анатолій Радченко, В. Яковенко, Вадим Гахун, І. Киреєв, А. Шевчук;
- Асистенти: Г. Свєчніков, Олександр Ніколаєнко, В. Сабліков;
- Монтаж: Лідія Мокроусова;
- Редактор: Євген Назаренко;
- Директор знімальної групи: М. Гладкова.

### Ролі озвучили
- Людмила Логійко — Жабеня;
- Давид Бабаєв-Кальницький (у титрах Д. Бабаєв) — Ведмідь.